# 张丽清
张丽清（英語：TEO Lay Cheng），新加坡外交官，现任新加坡驻柬埔寨大使。

## 生平
1995年，张丽清自新加坡国立大学毕业，获得社会科学学士学位（荣誉）。

### 外交工作
张丽清曾先后在新加坡外交部东南亚司、东盟司等工作，曾任驻泰国大使馆副馆长。2009年11月至2013年3月，她出任新加坡常驻东盟代表团副代表（参赞衔）。后回国，任外交部公共事务司司长。2017年9月至2020年11月，任外交部战略传播司司长。
2020年11月24日，被任命为驻柬埔寨大使。2021年1月4日正式就任。

## 荣誉

### 新加坡勋章奖章
- 公共行政（铜）奖章（英语：Pingat Pentadbiran Awam）（2009年颁发[2]）
- 长期服务奖章（英语：Pingat Bakti Setia）（2016年颁发[2]）